# Gazimağusa (district)
Het district Gazimağusa is een van de vijf districten van de niet-erkende Turkse Republiek van Noord-Cyprus. De hoofdstad is Famagusta (Turks: Gazimağusa), de belangrijkste havenstad van het eiland. Het district is onderverdeeld in de drie subdistricten van Gazimağusa, Akdoğan en Geçitkale. In 2011 telde het district 69.838 inwoners.
Lefkoşa · Gazimağusa · Girne · Güzelyurt · İskele